# Франк МСЖД
Франк МСЖД (фр. franc UIC, англ. UIC-franc) — расчётная денежная единица, использовавшаяся Международным союзом железных дорог в 1976—2013 годах.

## История
Франк Международного союза железных дорог был введён с 1 января 1976 года для облегчения взаиморасчётов и решения проблем, возникавших из-за волатильности курсов валют государств-членов. Курс виртуальной валюты устанавливался на основе валютной корзины, состоявшей из валют 17 государств на основе объёмов их экспортных железнодорожных перевозок. Для включения в состав корзины валюта соответствующего государства должна была использоваться не менее, чем в 1 % расчётных операций союза. Состав этой корзины был пересмотрен 1 января 1977 года и в дальнейшем пересматривался каждые 3 года.
Франк МСЖД заменил использовавшийся до того момента в качестве расчётной валюты золотой франк. В качестве базовой валюты был выбран бельгийский франк. Ежедневно сотрудники центрального аппарата союза в Брюсселе рассчитывали курс франка МСЖД на основе средних обменных курсов валют к бельгийскому франку на валютных рынках Брюсселя или зафиксированных финансовыми властями государств-членов. 15 числа и в последний день каждого месяца (или в последний рабочий день перед этой датой) курс франка МСЖД к бельгийскому франку передавался по телексу железнодорожным компаниям государств-членов союза. 
Франк МСЖД был выведен из обращения в 2013 году и заменён на евро.